# Liste des planètes mineures (773001-774000)
Voici la liste des planètes mineures numérotées de 773001 à 774000. Les planètes mineures sont numérotées lorsque leur orbite est confirmée, ce qui peut parfois se produire longtemps après leur découverte. Elles sont classées ici par leur numéro.

## Planètes mineures 773001 à 774000
- (773001) 2018 PR46
- (773002) 2018 PB48
- (773003) 2018 PJ48
- (773004) 2018 PJ50
- (773005) 2018 PG51
- (773006) 2018 PF52
- (773007) 2018 PE56
- (773008) 2018 PJ56
- (773009) 2018 PA58
- (773010) 2018 PQ58
- (773011) 2018 PC59
- (773012) 2018 PM59
- (773013) 2018 PD60
- (773014) 2018 PQ60
- (773015) 2018 PR60
- (773016) 2018 PZ61
- (773017) 2018 PH62
- (773018) 2018 PQ62
- (773019) 2018 PW62
- (773020) 2018 PO67
- (773021) 2018 PK69
- (773022) 2018 PM69
- (773023) 2018 PT70
- (773024) 2018 PN74
- (773025) 2018 PM76
- (773026) 2018 PQ78
- (773027) 2018 PW78
- (773028) 2018 PY78
- (773029) 2018 PZ78
- (773030) 2018 PJ82
- (773031) 2018 PD117
- (773032) 2018 PU154
- (773033) 2018 PW159
- (773034) 2018 QA5
- (773035) 2018 QL6
- (773036) 2018 QP6
- (773037) 2018 QY10
- (773038) 2018 QM11
- (773039) 2018 QO11
- (773040) 2018 QR11
- (773041) 2018 QZ11
- (773042) 2018 QA12
- (773043) 2018 QD12
- (773044) 2018 QG13
- (773045) 2018 QH13
- (773046) 2018 QN14
- (773047) 2018 QO15
- (773048) 2018 QA17
- (773049) 2018 QB18
- (773050) 2018 QL18
- (773051) 2018 QT19
- (773052) 2018 QC20
- (773053) 2018 QD20
- (773054) 2018 QC21
- (773055) 2018 QK25
- (773056) 2018 RS11
- (773057) 2018 RU22
- (773058) 2018 RQ31
- (773059) 2018 RD33
- (773060) 2018 RC37
- (773061) 2018 RN39
- (773062) 2018 RX40
- (773063) 2018 RV41
- (773064) 2018 RQ44
- (773065) 2018 RR48
- (773066) 2018 RV48
- (773067) 2018 RF49
- (773068) 2018 RP49
- (773069) 2018 RS49
- (773070) 2018 RD50
- (773071) 2018 RE51
- (773072) 2018 RA52
- (773073) 2018 RP53
- (773074) 2018 RU53
- (773075) 2018 RV53
- (773076) 2018 RL54
- (773077) 2018 RD56
- (773078) 2018 RK56
- (773079) 2018 RY56
- (773080) 2018 RV58
- (773081) 2018 RO59
- (773082) 2018 RY59
- (773083) 2018 RQ60
- (773084) 2018 RK63
- (773085) 2018 RW64
- (773086) 2018 RX64
- (773087) 2018 RG65
- (773088) 2018 RY66
- (773089) 2018 RG68
- (773090) 2018 RK76
- (773091) 2018 RV76
- (773092) 2018 RK100
- (773093) 2018 RN125
- (773094) 2018 RC131
- (773095) 2018 SF
- (773096) 2018 SW3
- (773097) 2018 SE4
- (773098) 2018 SM11
- (773099) 2018 SU15
- (773100) 2018 SS17
- (773101) 2018 SA18
- (773102) 2018 SE18
- (773103) 2018 SP19
- (773104) 2018 SU19
- (773105) 2018 SF20
- (773106) 2018 SG20
- (773107) 2018 SO21
- (773108) 2018 SH22
- (773109) 2018 SG24
- (773110) 2018 TO7
- (773111) 2018 TF9
- (773112) 2018 TG12
- (773113) 2018 TQ12
- (773114) 2018 TU13
- (773115) 2018 TX14
- (773116) 2018 TE18
- (773117) 2018 TR18
- (773118) 2018 TX21
- (773119) 2018 TQ23
- (773120) 2018 TT25
- (773121) 2018 TU25
- (773122) 2018 TG26
- (773123) 2018 TH26
- (773124) 2018 TR26
- (773125) 2018 TU26
- (773126) 2018 TF27
- (773127) 2018 TZ27
- (773128) 2018 TF28
- (773129) 2018 TS28
- (773130) 2018 TC29
- (773131) 2018 TG29
- (773132) 2018 TM29
- (773133) 2018 TM31
- (773134) 2018 TN33
- (773135) 2018 TR34
- (773136) 2018 TE35
- (773137) 2018 TM35
- (773138) 2018 TP35
- (773139) 2018 TH37
- (773140) 2018 TE38
- (773141) 2018 TX40
- (773142) 2018 TL41
- (773143) 2018 TO41
- (773144) 2018 TK44
- (773145) 2018 TL46
- (773146) 2018 TG47
- (773147) 2018 TB48
- (773148) 2018 TG48
- (773149) 2018 TO48
- (773150) 2018 TX48
- (773151) 2018 TO64
- (773152) 2018 TG66
- (773153) 2018 TS66
- (773154) 2018 TT67
- (773155) 2018 UK6
- (773156) 2018 UM6
- (773157) 2018 UP6
- (773158) 2018 UJ8
- (773159) 2018 UA13
- (773160) 2018 UF21
- (773161) 2018 UT21
- (773162) 2018 UG23
- (773163) 2018 UJ24
- (773164) 2018 UN25
- (773165) 2018 UY25
- (773166) 2018 UM26
- (773167) 2018 UR26
- (773168) 2018 UV26
- (773169) 2018 UW26
- (773170) 2018 UA27
- (773171) 2018 UG27
- (773172) 2018 UQ27
- (773173) 2018 UU27
- (773174) 2018 UW27
- (773175) 2018 UJ30
- (773176) 2018 UM32
- (773177) 2018 US33
- (773178) 2018 UA34
- (773179) 2018 UE34
- (773180) 2018 UN36
- (773181) 2018 UF38
- (773182) 2018 UQ38
- (773183) 2018 UN41
- (773184) 2018 VF12
- (773185) 2018 VK13
- (773186) 2018 VZ13
- (773187) 2018 VN16
- (773188) 2018 VP16
- (773189) 2018 VQ19
- (773190) 2018 VC23
- (773191) 2018 VQ23
- (773192) 2018 VG24
- (773193) 2018 VV24
- (773194) 2018 VG25
- (773195) 2018 VU26
- (773196) 2018 VJ28
- (773197) 2018 VD32
- (773198) 2018 VM34
- (773199) 2018 VR37
- (773200) 2018 VH38
- (773201) 2018 VL38
- (773202) 2018 VR38
- (773203) 2018 VH39
- (773204) 2018 VU40
- (773205) 2018 VC42
- (773206) 2018 VA44
- (773207) 2018 VH44
- (773208) 2018 VL46
- (773209) 2018 VQ50
- (773210) 2018 VG52
- (773211) 2018 VS53
- (773212) 2018 VY54
- (773213) 2018 VN58
- (773214) 2018 VQ58
- (773215) 2018 VQ59
- (773216) 2018 VL60
- (773217) 2018 VA65
- (773218) 2018 VA68
- (773219) 2018 VC69
- (773220) 2018 VR70
- (773221) 2018 VV70
- (773222) 2018 VT72
- (773223) 2018 VP73
- (773224) 2018 VX73
- (773225) 2018 VH74
- (773226) 2018 VE75
- (773227) 2018 VK75
- (773228) 2018 VE78
- (773229) 2018 VK78
- (773230) 2018 VN83
- (773231) 2018 VF86
- (773232) 2018 VB88
- (773233) 2018 VL89
- (773234) 2018 VE92
- (773235) 2018 VW92
- (773236) 2018 VB93
- (773237) 2018 VZ95
- (773238) 2018 VR98
- (773239) 2018 VA99
- (773240) 2018 VF105
- (773241) 2018 VW108
- (773242) 2018 VX114
- (773243) 2018 VP118
- (773244) 2018 VP120
- (773245) 2018 VL121
- (773246) 2018 VW121
- (773247) 2018 VR123
- (773248) 2018 VW123
- (773249) 2018 VX123
- (773250) 2018 VY123
- (773251) 2018 VP124
- (773252) 2018 VU124
- (773253) 2018 VY124
- (773254) 2018 VH125
- (773255) 2018 VK125
- (773256) 2018 VC128
- (773257) 2018 VR128
- (773258) 2018 VW131
- (773259) 2018 VN132
- (773260) 2018 VT138
- (773261) 2018 VV138
- (773262) 2018 VW138
- (773263) 2018 VO142
- (773264) 2018 VS146
- (773265) 2018 VL152
- (773266) 2018 VV152
- (773267) 2018 VA155
- (773268) 2018 VK156
- (773269) 2018 VN156
- (773270) 2018 VT157
- (773271) 2018 VU157
- (773272) 2018 VE181
- (773273) 2018 WP5
- (773274) 2018 WU5
- (773275) 2018 WV5
- (773276) 2018 WD8
- (773277) 2018 WO8
- (773278) 2018 WT8
- (773279) 2018 WY8
- (773280) 2018 WE16
- (773281) 2018 XO10
- (773282) 2018 XE13
- (773283) 2018 XF14
- (773284) 2018 XZ19
- (773285) 2018 XM21
- (773286) 2018 XM26
- (773287) 2018 XA28
- (773288) 2018 XC28
- (773289) 2018 XJ30
- (773290) 2018 XB31
- (773291) 2018 XF31
- (773292) 2018 XY34
- (773293) 2018 XO36
- (773294) 2018 YB5
- (773295) 2018 YS9
- (773296) 2018 YZ10
- (773297) 2018 YG17
- (773298) 2019 AU16
- (773299) 2019 AG18
- (773300) 2019 AV21
- (773301) 2019 AZ21
- (773302) 2019 AY29
- (773303) 2019 AG31
- (773304) 2019 AR32
- (773305) 2019 AQ33
- (773306) 2019 AZ33
- (773307) 2019 AM34
- (773308) 2019 AM43
- (773309) 2019 AG48
- (773310) 2019 AF50
- (773311) 2019 AA55
- (773312) 2019 AD58
- (773313) 2019 AU58
- (773314) 2019 AO59
- (773315) 2019 AR66
- (773316) 2019 AS81
- (773317) 2019 AQ88
- (773318) 2019 AF99
- (773319) 2019 AE100
- (773320) 2019 BT9
- (773321) 2019 CF7
- (773322) 2019 CS9
- (773323) 2019 CR18
- (773324) 2019 CL19
- (773325) 2019 CS19
- (773326) 2019 FC21
- (773327) 2019 FC26
- (773328) 2019 GE6
- (773329) 2019 GU6
- (773330) 2019 GT7
- (773331) 2019 GH9
- (773332) 2019 GV9
- (773333) 2019 GV10
- (773334) 2019 GK11
- (773335) 2019 GF12
- (773336) 2019 GS14
- (773337) 2019 GZ23
- (773338) 2019 GB28
- (773339) 2019 GF37
- (773340) 2019 GL50
- (773341) 2019 GO50
- (773342) 2019 GJ52
- (773343) 2019 GL53
- (773344) 2019 GP57
- (773345) 2019 GQ65
- (773346) 2019 GD67
- (773347) 2019 GT69
- (773348) 2019 GP70
- (773349) 2019 GE71
- (773350) 2019 GS74
- (773351) 2019 GV74
- (773352) 2019 GA80
- (773353) 2019 GZ93
- (773354) 2019 GY109
- (773355) 2019 GB112
- (773356) 2019 HA6
- (773357) 2019 JO9
- (773358) 2019 JG11
- (773359) 2019 JY19
- (773360) 2019 JG21
- (773361) 2019 JJ25
- (773362) 2019 JK39
- (773363) 2019 JW39
- (773364) 2019 JY48
- (773365) 2019 JK58
- (773366) 2019 JX71
- (773367) 2019 JB83
- (773368) 2019 JE94
- (773369) 2019 JD104
- (773370) 2019 JM108
- (773371) 2019 JD119
- (773372) 2019 KO2
- (773373) 2019 KC5
- (773374) 2019 KH12
- (773375) 2019 KM20
- (773376) 2019 KQ34
- (773377) 2019 KL41
- (773378) 2019 KB46
- (773379) 2019 LT3
- (773380) 2019 LN6
- (773381) 2019 LB10
- (773382) 2019 LR10
- (773383) 2019 LS13
- (773384) 2019 LK17
- (773385) 2019 LV31
- (773386) 2019 MN3
- (773387) 2019 MJ6
- (773388) 2019 MN7
- (773389) 2019 ME12
- (773390) 2019 MH12
- (773391) 2019 MN12
- (773392) 2019 MB13
- (773393) 2019 MH14
- (773394) 2019 ME15
- (773395) 2019 ML17
- (773396) 2019 MW17
- (773397) 2019 MX17
- (773398) 2019 MN18
- (773399) 2019 MT19
- (773400) 2019 MR21
- (773401) 2019 MW21
- (773402) 2019 MX25
- (773403) 2019 NH
- (773404) 2019 NS1
- (773405) 2019 NL3
- (773406) 2019 NU3
- (773407) 2019 NZ10
- (773408) 2019 NG14
- (773409) 2019 NK22
- (773410) 2019 NM38
- (773411) 2019 NV38
- (773412) 2019 NE40
- (773413) 2019 NZ40
- (773414) 2019 NV41
- (773415) 2019 NF48
- (773416) 2019 NH51
- (773417) 2019 NL51
- (773418) 2019 NC53
- (773419) 2019 NT53
- (773420) 2019 ND54
- (773421) 2019 NR58
- (773422) 2019 NT58
- (773423) 2019 NU58
- (773424) 2019 NV58
- (773425) 2019 NX58
- (773426) 2019 ND74
- (773427) 2019 NR74
- (773428) 2019 NK79
- (773429) 2019 NW84
- (773430) 2019 OZ9
- (773431) 2019 OT11
- (773432) 2019 OX14
- (773433) 2019 OK19
- (773434) 2019 OJ21
- (773435) 2019 OX27
- (773436) 2019 OC28
- (773437) 2019 OT32
- (773438) 2019 OP34
- (773439) 2019 OL39
- (773440) 2019 OX39
- (773441) 2019 OD58
- (773442) 2019 PL11
- (773443) 2019 PP18
- (773444) 2019 PQ22
- (773445) 2019 PU27
- (773446) 2019 PB34
- (773447) 2019 PF36
- (773448) 2019 PR36
- (773449) 2019 PX44
- (773450) 2019 PQ45
- (773451) 2019 PX63
- (773452) 2019 PU65
- (773453) 2019 QN8
- (773454) 2019 QD10
- (773455) 2019 QW12
- (773456) 2019 QO28
- (773457) 2019 QV30
- (773458) 2019 QO31
- (773459) 2019 QV31
- (773460) 2019 QO33
- (773461) 2019 QT33
- (773462) 2019 QZ48
- (773463) 2019 QE79
- (773464) 2019 QZ81
- (773465) 2019 RB18
- (773466) 2019 RW25
- (773467) 2019 RH29
- (773468) 2019 RT38
- (773469) 2019 RY41
- (773470) 2019 RF57
- (773471) 2019 RL58
- (773472) 2019 RG63
- (773473) 2019 RP73
- (773474) 2019 RL77
- (773475) 2019 RF84
- (773476) 2019 SC3
- (773477) 2019 SM18
- (773478) 2019 SP31
- (773479) 2019 SU35
- (773480) 2019 SX37
- (773481) 2019 SQ40
- (773482) 2019 SJ44
- (773483) 2019 SP45
- (773484) 2019 SC46
- (773485) 2019 SW50
- (773486) 2019 SF54
- (773487) 2019 SR63
- (773488) 2019 SM66
- (773489) 2019 SR66
- (773490) 2019 SV72
- (773491) 2019 SW76
- (773492) 2019 SP80
- (773493) 2019 SV82
- (773494) 2019 SG83
- (773495) 2019 SE84
- (773496) 2019 SL85
- (773497) 2019 SC86
- (773498) 2019 SY90
- (773499) 2019 SL108
- (773500) 2019 SS108
- (773501) 2019 SC115
- (773502) 2019 SQ124
- (773503) 2019 SO131
- (773504) 2019 SA150
- (773505) 2019 SV155
- (773506) 2019 SL177
- (773507) 2019 SH184
- (773508) 2019 SV184
- (773509) 2019 SH189
- (773510) 2019 SY191
- (773511) 2019 SB192
- (773512) 2019 SV194
- (773513) 2019 TB10
- (773514) 2019 TG14
- (773515) 2019 TL16
- (773516) 2019 TX20
- (773517) 2019 TQ28
- (773518) 2019 TM41
- (773519) 2019 TY44
- (773520) 2019 TB49
- (773521) 2019 TO49
- (773522) 2019 TC64
- (773523) 2019 TG66
- (773524) 2019 TH69
- (773525) 2019 TU78
- (773526) 2019 UK16
- (773527) 2019 UL18
- (773528) 2019 UL21
- (773529) 2019 UL32
- (773530) 2019 UH34
- (773531) 2019 UX35
- (773532) 2019 UQ43
- (773533) 2019 UQ45
- (773534) 2019 UH49
- (773535) 2019 UD64
- (773536) 2019 US67
- (773537) 2019 UB70
- (773538) 2019 UE70
- (773539) 2019 UU101
- (773540) 2019 UY101
- (773541) 2019 UB104
- (773542) 2019 UG116
- (773543) 2019 UG119
- (773544) 2019 UL123
- (773545) 2019 UG127
- (773546) 2019 UB129
- (773547) 2019 UE129
- (773548) 2019 VE8
- (773549) 2019 VH8
- (773550) 2019 VL8
- (773551) 2019 VH19
- (773552) 2019 VM29
- (773553) 2019 VV33
- (773554) 2019 VA35
- (773555) 2019 VT37
- (773556) 2019 VP56
- (773557) 2019 WW7
- (773558) 2019 WJ8
- (773559) 2019 WM13
- (773560) 2019 WB18
- (773561) 2019 WM21
- (773562) 2019 WC26
- (773563) 2019 WA29
- (773564) 2019 XF11
- (773565) 2019 XG11
- (773566) 2019 XS13
- (773567) 2019 XD14
- (773568) 2019 XL14
- (773569) 2019 XK23
- (773570) 2019 YX4
- (773571) 2019 YT7
- (773572) 2019 YV7
- (773573) 2019 YK8
- (773574) 2019 YM11
- (773575) 2019 YT14
- (773576) 2019 YD15
- (773577) 2019 YB24
- (773578) 2019 YJ29
- (773579) 2019 YX35
- (773580) 2019 YF37
- (773581) 2019 YZ37
- (773582) 2019 YB42
- (773583) 2020 AY
- (773584) 2020 AN5
- (773585) 2020 AX5
- (773586) 2020 AP6
- (773587) 2020 AA9
- (773588) 2020 AZ11
- (773589) 2020 AT16
- (773590) 2020 AG21
- (773591) 2020 AJ21
- (773592) 2020 AM21
- (773593) 2020 AN21
- (773594) 2020 AN23
- (773595) 2020 BT16
- (773596) 2020 BV17
- (773597) 2020 BT18
- (773598) 2020 BE20
- (773599) 2020 BT27
- (773600) 2020 BX27
- (773601) 2020 BA43
- (773602) 2020 BU44
- (773603) 2020 BQ45
- (773604) 2020 BN48
- (773605) 2020 BK50
- (773606) 2020 BE52
- (773607) 2020 BY53
- (773608) 2020 BG55
- (773609) 2020 BM61
- (773610) 2020 BE63
- (773611) 2020 BG63
- (773612) 2020 BH63
- (773613) 2020 BQ65
- (773614) 2020 BF67
- (773615) 2020 BP70
- (773616) 2020 BQ75
- (773617) 2020 BE76
- (773618) 2020 BQ76
- (773619) 2020 BY76
- (773620) 2020 BU77
- (773621) 2020 BU85
- (773622) 2020 BG87
- (773623) 2020 BH98
- (773624) 2020 BX125
- (773625) 2020 CC4
- (773626) 2020 CW7
- (773627) 2020 EF1
- (773628) 2020 EV2
- (773629) 2020 FN14
- (773630) 2020 FF32
- (773631) 2020 FN35
- (773632) 2020 GM6
- (773633) 2020 GK15
- (773634) 2020 GT15
- (773635) 2020 GB21
- (773636) 2020 HG19
- (773637) 2020 HQ25
- (773638) 2020 HH27
- (773639) 2020 HX28
- (773640) 2020 HM33
- (773641) 2020 HD37
- (773642) 2020 HZ44
- (773643) 2020 HT45
- (773644) 2020 HL61
- (773645) 2020 HC62
- (773646) 2020 HP67
- (773647) 2020 HN83
- (773648) 2020 HR86
- (773649) 2020 HQ96
- (773650) 2020 HJ99
- (773651) 2020 HW103
- (773652) 2020 HZ103
- (773653) 2020 HB104
- (773654) 2020 HS105
- (773655) 2020 HK180
- (773656) 2020 JZ6
- (773657) 2020 JD14
- (773658) 2020 JB16
- (773659) 2020 JY16
- (773660) 2020 KG8
- (773661) 2020 KG13
- (773662) 2020 KU29
- (773663) 2020 KQ39
- (773664) 2020 KR47
- (773665) 2020 LM4
- (773666) 2020 LQ7
- (773667) 2020 MT4
- (773668) 2020 MB5
- (773669) 2020 MB8
- (773670) 2020 MG40
- (773671) 2020 MR60
- (773672) 2020 NR1
- (773673) 2020 NX5
- (773674) 2020 OY9
- (773675) 2020 OT40
- (773676) 2020 OA43
- (773677) 2020 OA64
- (773678) 2020 OS81
- (773679) 2020 OX100
- (773680) 2020 OP108
- (773681) 2020 PU9
- (773682) 2020 PF19
- (773683) 2020 PG50
- (773684) 2020 PS51
- (773685) 2020 PN53
- (773686) 2020 QL31
- (773687) 2020 QY43
- (773688) 2020 QB50
- (773689) 2020 QW65
- (773690) 2020 QU67
- (773691) 2020 QV83
- (773692) 2020 QX83
- (773693) 2020 QG84
- (773694) 2020 QN84
- (773695) 2020 RT28
- (773696) 2020 RB45
- (773697) 2020 RF118
- (773698) 2020 RV126
- (773699) 2020 RY126
- (773700) 2020 SR60
- (773701) 2020 TD14
- (773702) 2020 TW14
- (773703) 2020 TV16
- (773704) 2020 TF18
- (773705) 2020 TO21
- (773706) 2020 TW21
- (773707) 2020 TS24
- (773708) 2020 TA59
- (773709) 2020 TS70
- (773710) 2020 TV83
- (773711) 2020 UC12
- (773712) 2020 UQ12
- (773713) 2020 UU12
- (773714) 2020 UE56
- (773715) 2020 WA9
- (773716) 2020 WH13
- (773717) 2020 XB10
- (773718) 2020 XU18
- (773719) 2020 XK21
- (773720) 2020 XE29
- (773721) 2020 YR3
- (773722) 2020 YD10
- (773723) 2020 YJ11
- (773724) 2020 YJ14
- (773725) 2020 YZ21
- (773726) 2020 YN22
- (773727) 2020 YE26
- (773728) 2021 AN31
- (773729) 2021 BH6
- (773730) 2021 BJ6
- (773731) 2021 BM7
- (773732) 2021 BO9
- (773733) 2021 BE14
- (773734) 2021 CM19
- (773735) 2021 CP19
- (773736) 2021 CV22
- (773737) 2021 CW22
- (773738) 2021 CH25
- (773739) 2021 CA26
- (773740) 2021 CE26
- (773741) 2021 CN28
- (773742) 2021 CH30
- (773743) 2021 CJ38
- (773744) 2021 CK38
- (773745) 2021 CM38
- (773746) 2021 CB40
- (773747) 2021 CF40
- (773748) 2021 CT40
- (773749) 2021 CW40
- (773750) 2021 CG41
- (773751) 2021 CC46
- (773752) 2021 CC49
- (773753) 2021 DU2
- (773754) 2021 DF6
- (773755) 2021 DF7
- (773756) 2021 DU12
- (773757) 2021 DY14
- (773758) 2021 DV16
- (773759) 2021 ET5
- (773760) 2021 EH7
- (773761) 2021 EM7
- (773762) 2021 EN10
- (773763) 2021 EQ11
- (773764) 2021 ER12
- (773765) 2021 EY14
- (773766) 2021 EW15
- (773767) 2021 EX15
- (773768) 2021 EF21
- (773769) 2021 ER22
- (773770) 2021 EM26
- (773771) 2021 EZ26
- (773772) 2021 EQ32
- (773773) 2021 EW32
- (773774) 2021 EG36
- (773775) 2021 ED37
- (773776) 2021 EQ39
- (773777) 2021 ET42
- (773778) 2021 EV42
- (773779) 2021 EM45
- (773780) 2021 EO45
- (773781) 2021 FS11
- (773782) 2021 FQ15
- (773783) 2021 FF16
- (773784) 2021 FV18
- (773785) 2021 FH19
- (773786) 2021 FK19
- (773787) 2021 FH22
- (773788) 2021 FR22
- (773789) 2021 FU23
- (773790) 2021 FS25
- (773791) 2021 FJ29
- (773792) 2021 FO36
- (773793) 2021 FB39
- (773794) 2021 FD41
- (773795) 2021 FF41
- (773796) 2021 FQ45
- (773797) 2021 FG51
- (773798) 2021 FQ51
- (773799) 2021 GN11
- (773800) 2021 GR15
- (773801) 2021 GD16
- (773802) 2021 GT18
- (773803) 2021 GL24
- (773804) 2021 GP28
- (773805) 2021 GU34
- (773806) 2021 GW35
- (773807) 2021 GD36
- (773808) 2021 GZ37
- (773809) 2021 GB38
- (773810) 2021 GH40
- (773811) 2021 GD42
- (773812) 2021 GT42
- (773813) 2021 GP44
- (773814) 2021 GF49
- (773815) 2021 GO63
- (773816) 2021 GP63
- (773817) 2021 GP65
- (773818) 2021 GY72
- (773819) 2021 GN73
- (773820) 2021 GW73
- (773821) 2021 GA74
- (773822) 2021 GH86
- (773823) 2021 GC87
- (773824) 2021 GE90
- (773825) 2021 GT110
- (773826) 2021 GN111
- (773827) 2021 GO114
- (773828) 2021 GC115
- (773829) 2021 GF115
- (773830) 2021 GQ117
- (773831) 2021 GE130
- (773832) 2021 GO141
- (773833) 2021 GM167
- (773834) 2021 GW167
- (773835) 2021 GT168
- (773836) 2021 GP171
- (773837) 2021 GJ211
- (773838) 2021 GR212
- (773839) 2021 GX222
- (773840) 2021 HK7
- (773841) 2021 HA10
- (773842) 2021 HE12
- (773843) 2021 HM38
- (773844) 2021 JN22
- (773845) 2021 JW32
- (773846) 2021 JT40
- (773847) 2021 JH57
- (773848) 2021 JJ61
- (773849) 2021 LG12
- (773850) 2021 MU18
- (773851) 2021 ND5
- (773852) 2021 OV22
- (773853) 2021 PQ90
- (773854) 2021 PC91
- (773855) 2021 QQ65
- (773856) 2021 RO32
- (773857) 2021 RC44
- (773858) 2021 RE73
- (773859) 2021 RZ83
- (773860) 2021 RF99
- (773861) 2021 RL99
- (773862) 2021 RZ118
- (773863) 2021 RP140
- (773864) 2021 RH143
- (773865) 2021 SX10
- (773866) 2021 SS45
- (773867) 2021 SK74
- (773868) 2021 TD18
- (773869) 2021 TP18
- (773870) 2021 TY34
- (773871) 2021 TW42
- (773872) 2021 UC21
- (773873) 2021 UK35
- (773874) 2021 UH58
- (773875) 2021 VA40
- (773876) 2021 WU7
- (773877) 2022 BG20
- (773878) 2022 DC8
- (773879) 2022 EW19
- (773880) 2022 FZ5
- (773881) 2022 GL11
- (773882) 2022 GZ24
- (773883) 2022 HA14
- (773884) 2022 JX2
- (773885) 2022 JU7
- (773886) 2022 KJ8
- (773887) 2022 KG18
- (773888) 2022 MU14
- (773889) 2022 OG18
- (773890) 2022 QM12
- (773891) 2022 QE60
- (773892) 2022 SJ21
- (773893) 2022 SQ29
- (773894) 2022 SN123
- (773895) 2022 TC4
- (773896) 2022 UD64
- (773897) 2022 UX66
- (773898) 2022 UD94
- (773899) 2023 MF5
- (773900) 2023 MT5
- (773901) 2023 MS8
- (773902) 2023 MS19
- (773903) 2023 OM26
- (773904) 2023 QM86
- (773905) 2023 RK80
- (773906) Larisaromanova
- (773907) 2023 TH30
- (773908) 2023 TW144
- (773909) 2024 QR14
- (773910) 2024 TV15
- (773911) 2024 US9
- (773912) 2024 WC5
- (773913) 2024 WC21
- (773914) 2024 WO44
- (773915) 2024 WL64
- (773916) 2024 XN11
- (773917) 1995 MZ5
- (773918) 1995 OK15
- (773919) 1995 QP12
- (773920) 1995 QN13
- (773921) 1995 QV15
- (773922) 1995 QB16
- (773923) 1995 SG47
- (773924) 1995 SX60
- (773925) 1995 SC67
- (773926) 1995 SK68
- (773927) 1995 ST68
- (773928) 1995 SR80
- (773929) 1995 SK81
- (773930) 1995 SA85
- (773931) 1995 TB4
- (773932) 1995 TC13
- (773933) 1995 UP33
- (773934) 1995 UT33
- (773935) 1995 UV53
- (773936) 1995 UP59
- (773937) 1995 UT68
- (773938) 1995 UP75
- (773939) 1995 UN76
- (773940) 1995 UX78
- (773941) 1995 VA6
- (773942) 1995 VG6
- (773943) 1995 VR6
- (773944) 1995 WO29
- (773945) 1995 WO37
- (773946) 1996 AY4
- (773947) 1996 AW8
- (773948) 1996 AY9
- (773949) 1996 GN10
- (773950) 1996 RK10
- (773951) 1996 TV43
- (773952) 1996 VC14
- (773953) 1997 EX16
- (773954) 1997 EH17
- (773955) 1997 GW2
- (773956) 1997 SR22
- (773957) 1997 TC8
- (773958) 1997 WT6
- (773959) 1997 WX15
- (773960) 1997 YW21
- (773961) 1998 SP180
- (773962) 1998 TB4
- (773963) 1998 TX9
- (773964) 1999 AZ14
- (773965) 1999 CB141
- (773966) 1999 EU7
- (773967) 1999 HO13
- (773968) 1999 QX3
- (773969) 1999 RV7
- (773970) 1999 RH242
- (773971) 1999 SQ29
- (773972) 1999 TL16
- (773973) 1999 TC22
- (773974) 1999 TZ44
- (773975) 1999 TU49
- (773976) 1999 TP50
- (773977) 1999 TW166
- (773978) 1999 TD276
- (773979) 1999 TT303
- (773980) 1999 TG339
- (773981) 1999 TA340
- (773982) 1999 UP9
- (773983) 1999 UD12
- (773984) 1999 UK55
- (773985) 1999 UU57
- (773986) 1999 UD66
- (773987) 1999 UR66
- (773988) 1999 VN120
- (773989) 1999 VH210
- (773990) 1999 VB226
- (773991) 1999 XS149
- (773992) 1999 XK232
- (773993) 1999 YA29
- (773994) 2000 AB207
- (773995) 2000 AX259
- (773996) 2000 CE72
- (773997) 2000 CA139
- (773998) 2000 CR141
- (773999) 2000 CL143
- (774000) 2000 CM154